# Московский округ
Московский округ — административно-территориальная единица Московской области, существовавшая в 1929—1930 годах.
Московский округ был образован в 1929 году. 
В его состав вошли следующие территории:
- Из бывшей Московской губернии:
  - Московский уезд полностью
  - Дмитровский уезд полностью
  - Звенигородский уезд полностью
  - Волоколамский уезд полностью
  - Воскресенский уезд полностью
  - часть Можайского уезда
  - Клинский уезд без Фофановской, Васильевской, Свердловской и Зеленцынской волостей; селений Глинище, Вараксино, Мокшино, Ельдино, Кабаново, Подгорка, Штаково, Павлюково, Шорново, Высоково, Завидово и Концово Завидовской волости
  - Богородский уезд без Павлово-Посадской волости (кроме селений Степаново, Всеволодово, станция Фрязево и Иванисово); селений Дальняя, Алексеево и Грибаново Пригородной волости; Карповской волости (кроме селений Коломино, Фрязино, Кузяево, Мещеры, Вороново, Игнатьево, Антоново, Карпово и разъезд Шевлягино)
  - Сергиевский уезд без Федорцевской и Хребтовской волостей; Константиновской волости (кроме селений Богородское и Отрада); селений Былино, Антолопово, Разделенцы, Новиково, Егорьево, Лихонино, Бородкино и Новое Ереминский волости
  - Подольский уезд без селений Алексеевка, Ефимово, Тюфонка, Кузнецово, Конищево, Чернецкое, Масново-Гулево, Масново-Жуково (Бакланы) Кленовской волости; Молодинской волости (кроме селений Большое и Малое Толбино, Слащево, Новоселки, Новгородово, Михалицы, Матвеевское, Романцево, Алтухово, Подвязово-лаговское, Подчищаловка, Молоди, Змеевка, Никоново, Мещерское, ст. Столбовая); Шебанцевской волости (кроме селений Судаково, Ильинское, Акулинино, Калачево, Долматово, Зиновкино, Валищево, Меньшово, Прохорово, Ивино, Столбищево и Сидориха)
  - из Бронницкого уезда Быковская, Раменская, Гжельская, Чулковская, Мячковская и Софьинская волости; селения Загорново, Плоскинино и погост Дарки (Дмитровосолунский) Загорновской волости; селения Малахово, Рыбаки, Захарьиха, Тимонино, Кривцы, погост Ивань, Бритово, Холуденово, Белозериха Велинской волости; селения Плетениха, Подберезье, Константиново, Тупицыно, Елгозино, Ловцово, Яковлевское, Истомиха Рождественской волости; селения Лямцыно и Скрыпино-Дальнее Жирошкинской волости; селения Степанчиково, Кутузово, Пушкино, Покровское-Буняково, Рябцево и платформа Вострякова Лобановской волости
- Из бывшей Тверской губернии:
  - из Тверского уезда Боровский, Калицынский, Мазловский, Федосовский (частично) сельсоветы Микулинской волости; Микулинский сельсовет той же волости без селений Большое Бесково, Галкино и Нешарово.

Центром округа был назначен город Москва.
Округ был разделён на 27 районов:
- Богородский,
- Верейский,
- Волоколамский,
- Воскресенский,
- Дмитровский,
- Звенигородский,
- Клинский,
- Коммунистический,
- Красно-Пахорский,
- Кунцевский,
- Ленинский,
- Лотошинский,
- Можайский,
- Мытищинский,
- Наро-Фоминский,
- Ново-Петровский,
- Подольский,
- Пушкинский,
- Раменский,
- Реутовский,
- Рузский,
- Сергиевский,
- Солнечногорский,
- Сходненский,
- Ухтомский,
- Шаховской,
- Щёлковский.

В 1930 году из Вяземского округа в Московский был передан Уваровский район.
23 июля 1930 года Московский округ, как и большинство остальных округов СССР, был упразднён. Его районы отошли в прямое подчинение Московской области (Постановление ЦИК Союза ССР) (Собрание законов и распоряжений Рабоче-крестьянского Правительства СССР. I отдел. № 37 от 8 августа 1930 г. - ст. 400).